# پادشاهی استروگوت‌ها
پادشاهی استروگت‌ها (انگلیسی: Ostrogothic Kingdom) یا به‌طور رسمی پادشاهی ایتالیا، توسط اوستروگوت‌ها و از سال ۴۹۳ تا ۵۵۳ میلادی در ایتالیا و مناطق همجوار تأسیس شد.
در ایتالیا، استروگوت‌ها به رهبری تئودوریک بزرگ، اودوآکر سردار آلمانی و رهبر پیشین فدراتی‌ها در شمال ایتالیا و فرمانروای واقعی ایتالیا که واپسین امپراتور روم باختری، رومولوس آگوستولوس را در ۴۷۶ برکنار کرده‌بود، کشتند و جانشینش گشتند.
در زمان تئودوریک بزرگ که نخستین پادشاه استروگوت‌ها بود، پادشاهی استروگوت‌ها به اوج خود رسید و از جنوبِ فرانسهٔ امروزی در باختر تا صربستان باختریِ امروزی در جنوب‌خاوری کشیده شده‌بود. بیشتر نهادهای اجتماعیِ سال‌های پایانی امپراتوری روم باختری در دوران پادشاهی او نگهداری شدند.
تئودوریک خود را Gothorum Romanorumque rex «پادشاه گوت‌ها و رومیان» نامید و گرایش خود را برای رهبری هر دو تبار نشان داد.
از سال ۵۳۵، امپراتوری بیزانس تحت رهبری ژوستینین یکم به ایتالیا تاخت. پادشاه استروگوتها در آن زمان، ویتیگیز، نتوانست با کامیابی ایستادگی کند و سرانجام با سرنگونی پایتخت، راونا را بیزانسی‌ها گرفتند. استروگوت‌ها پیرامون یک رهبر تازه به نام توتیلا گرد هم آمدند و تا اندازه فراوانی توانستند گشایش را وارونه کنند و سرزمین‌های از دست رفته را پس بگیرند، ولی سرنجام شکست خوردند. واپسین پادشاه پادشاهی استروگوت‌ها تیا بود.